# Mendon (Illinois)
Mendon és una població dels Estats Units a l'estat d'Illinois. Segons el cens del 2000 tenia 883 habitants.

## Demografia
Segons el cens del 2000, Mendon tenia 883 habitants, 348 habitatges, i 238 famílies. La densitat de població era de 467 habitants/km².
Dels 348 habitatges en un 34,5% hi vivien nens de menys de 18 anys, en un 55,2% hi vivien parelles casades, en un 10,1% dones solteres, i en un 31,6% no eren unitats familiars. En el 26,7% dels habitatges hi vivien persones soles el 16,7% de les quals corresponia a persones de 65 anys o més que vivien soles. El nombre mitjà de persones vivint en cada habitatge era de 2,54 i el nombre mitjà de persones que vivien en cada família era de 3,08.
Per edats la població es repartia de la següent manera: un 27,5% tenia menys de 18 anys, un 9,4% entre 18 i 24, un 27,4% entre 25 i 44, un 21,5% de 45 a 60 i un 14,2% 65 anys o més.
L'edat mediana era de 35 anys. Per cada 100 dones de 18 o més anys hi havia 83,9 homes.
La renda mediana per habitatge era de 35.139 $ i la renda mediana per família de 41.750 $. Els homes tenien una renda mediana de 30.370 $ mentre que les dones 20.000 $. La renda per capita de la població era de 15.267 $. Aproximadament el 6,7% de les famílies i el 8% de la població estaven per davall del llindar de pobresa.

## Poblacions més properes
El següent diagrama mostra les poblacions més properes.